# Szalusztiosz
Szalusztiosz (Σαλούστιος, vagy latinosan Sallustius, 4. század közepe) görög származású, görögül író római filozófus.
Athénben és Alexandriában élt. Az epikureus filozófia és a rohamosan terjedő kereszténység ellen írta meg Peri theón kai koszmou („Értekezés az istenekről és a kozmoszról”) című munkáját, amelyben a lélek halhatatlanságát és a világ örökkévalóságát vitatta. Barátja volt Flavius Iulianus római császárnak. Szalusztiosz Iamblikhosz híve volt – Iulianus császár a „Hérakleiosz ellen” című művében azt állítja, hogy őt is Szalusztiosz ismertette meg Iamblikhosszal –, aki a platonizmust a püthagoreus tanokkal és csodatevéssel ötvözve létrehozta az újplatonizmus "szíriai-kisázsiai" ágát, továbbá Iulianus filozófiai írásaiból is merített. Az értekezés meglehetősen tömör. Célja részben az, hogy vitázzon a szokásos keresztény polémiákkal. Ezért a kutatók gyakran feltételezik, hogy Iulianus világnézetének propagálása volt a mű létrejöttének oka, amellyel vallási törekvéseit támogatta. Eszerint a mű 362-ben vagy 363 első felében készülhetett. Egy másik nézet szerint azonban már Iulianus halála után íródott. A negyedik könyv végén, ahol az elhunyt lelkekről van szó, már 363 nyara után is készülhetett.
Szalusztiosz mitológiája hierarchikus sorrendben jeleníti meg az isteneket. A fizikai világot nem teremtettnek, hanem végtelen idejű, elpusztíthatatlan entitásnak tartja (öröktől való és örökké fennmaradó). Ugyanez a gondolat Iulianusnál „Az istenek anyjához” című himnuszban jelenik meg. Az isteneket két fő típusra osztja: a kozmikus (hüperkószmioi) és „intrakozmikus” (enkószmioi). A kozmikus istenek háromféle osztályában az elsők az anyagok létrehozói (ousziai). A második helyet foglalják el azok az istenek, akik megalkották az értelmet (nousz). A harmadik osztályban a lelkek létrehozói vannak. Az intrakozmikus istenek a földi világ alkotói, amelyben az emberek élnek.
Szalusztioszt a 19. századi ókorkutatás összekeverte Saturninius Secundus Salutiusszal, aki szintén Iulianus udvarában töltött be fontos pozíciókat. Megbízható elkülönítésük Ammianus Marcellinus alapján lehetséges, aki mindig Sallustius és Salutius neveken beszél róluk. Valószínűleg tényleg azonos azonban a Flavius Sallustius néven említett 363-as consullal.